# 利沃尼亞森特 (紐約州)
利沃尼亞森特（英語：Livonia Center）是位於美國紐約州利文斯頓縣的普查規定居民點。

## 人口
根據2020年美國人口普查的數據，利沃尼亞森特的面積為2.12平方千米，皆為陸地。當地共有人口417人，而人口密度為每平方千米196.7人。